# Penthos
Penthos (altgriechisch Πένθος ‚die Trauer‘) ist in der griechischen Mythologie der Geist (Daimon) der Klage, Verzweiflung und Trauer. Sein römisches Gegenstück wäre Luctus.
Penthos’ Eltern sind – nach Hyginus – der Aether, der obere Himmel, und Gaia, die Erde. Als seine Geschwister werden Aergia, die Faulheit, und Poine, die Vergeltung, genannt.

## Mythos
Nach der Titanomachie verteilte Zeus die „Aufgabenbereiche“ an die Götter. Weil Penthos allerdings die Auswahl verpasste, bekam er als Bestrafung die Bereiche zugeteilt, die kein Anderer haben wolle (Klage, Verzweiflung und Trauer).
Er begleitete die Furie Tisiphone, um Athamas in den Wahnsinn zu treiben, und half Hephaistos dabei, die Halskette der Harmonia zu schmieden, welche demjenigen, der sie besitzt, Unglück bringt.
Er wird in Homers Ilias als einer von Ares’ Kriegsgefährten neben Lyssa (Wut) und Mania (Wahnsinn) erwähnt, zudem in Ovids Metamorphosen.